# Équipe de France masculine de handball au Championnat du monde 2021
Cet article relate le parcours de l'Équipe de France masculine de handball lors du Championnat du monde 2021 organisé en Égypte du 13 janvier au 31 janvier 2021. Il s'agit de la 19e participation de la France aux Championnats du monde.
C'est pleine de doute que l'équipe de France commence ce Championnat du monde 2021 : Euro 2020 raté, remplacement de Didier Dinart par Guillaume Gille, année 2020 perturbée par la pandémie de Covid-19 qui empêche de jouer le moindre match en 2020 et double confrontation décevante face à la Serbie une semaine avant le début de la compétition.
Lors de son premier match face à la Norvège, annoncé comme l'un des favoris de la compétition, les Bleus réalisent une grosse prestation et s'imposent avec la manière 28 à 24. Nette victorieuse de l'Autriche 35 à 28, la France enchaine ensuite trois victoires studieuses mais laborieuses face à la Suisse (25-24), l'Algérie (29-26) et l'Islande (28-26). Face au Portugal, leur bourreau à l'Euro, une équipe de France retrouvée s'impose avec autorité (32-23) et se qualifie pour les quarts de finale du Mondial.
Après un début de match très compliqué face à la Hongrie (1-7 à la 11e minute), la France rattrape son retard et mène même de 3 buts à 3 minutes de la fin du temps réglementaire (30-27 à la 57e minute) mais doit finalement passer par la prolongation pour s'imposer (35-32, score final). Après un parcours sans faute, la France est battue par la Suède (32-26) en demi-finale puis par l'Espagne (35-29) dans le match pour la troisième place et termine ainsi à la quatrième place, au pied du podium.

## Présentation

### Qualification
Du fait de sa quatorzième place au Championnat d'Europe 2020, la France doit passer par des Qualifications européennes (en). Elle doit ainsi affronter la Macédoine du Nord les 5 et 11 juin 2020.
En conséquence de la pandémie de Covid-19, la Fédération européenne de handball a annoncé le 24 avril 2020 que ces matchs étaient annulés et que les 10 places qualificatives sont attribuées selon le classement final du Championnat d'Europe 2020 : Slovénie, Allemagne, Portugal, Suède, Autriche, Hongrie, Biélorussie, Islande, Tchéquie, France.

### Matchs de préparation
Du fait de la pandémie de Covid-19 qui touche la France et l'Europe, tous les matchs prévus sur 2020 sont reportés (tournoi de qualification olympique, matchs de qualification pour l'Euro 2022 (en)) ou annulés (matchs amicaux).
Ainsi, alors que Guillaume Gille a été nommé sélectionneur en février 2020 à la suite de Didier Dinart après le Euro 2020 raté, les deux seuls matchs joués par l'équipe de France avant ce Championnat du monde 2021 est une double confrontation face à la Serbie dans le cadre des éliminatoires pour l'Euro 2022 (en), joués sans spectateur à cause de la pandémie de Covid-19.
Les coéquipiers de Michaël Guigou, nouveau capitaine, ont buté sur la Serbie à deux reprises : une défaite en déplacement (27-24) puis un match nul arraché in extremis à Créteil (26-26) :
| 5 janvier 2021 17h00 | Serbie        | 27–24   | France        | Crystal Hall, Zrenjanin Affluence : 0 Arbitrage : Mitrevski, Todorovski |
| 5 janvier 2021 17h00 | Lazar Kukić 6 | (14–11) | Kentin Mahé 6 | Crystal Hall, Zrenjanin Affluence : 0 Arbitrage : Mitrevski, Todorovski |
| 5 janvier 2021 17h00 | ×2 ×4         | Rapport | ×2 ×3         | Crystal Hall, Zrenjanin Affluence : 0 Arbitrage : Mitrevski, Todorovski |

| 9 janvier 2021 19h00 | France             | 26–26   | Serbie             | Palais des sports Robert-Oubron, Créteil Affluence : 0 Arbitrage : Accoto, Accoto |
| 9 janvier 2021 19h00 | Ludovic Fabregas 5 | (12–15) | Mijajlo Marsenić 8 | Palais des sports Robert-Oubron, Créteil Affluence : 0 Arbitrage : Accoto, Accoto |
| 9 janvier 2021 19h00 | ×1 ×2              | Rapport | ×1 ×5              | Palais des sports Robert-Oubron, Créteil Affluence : 0 Arbitrage : Accoto, Accoto |

Les Bleus s'envolent ainsi en Égypte pour le Mondial 2021 avec peu de certitudes,.

### Effectif
Timothey N'Guessan se blesse aux adducteurs lors du premier match face à la Norvège et fait son retour face au Portugal.
Après notamment un excellent match face à la Norvège, Wesley Pardin s'est gravement blessé au genou droit lors de la rencontre face à la Suisse : Yann Genty devient le deuxième gardien derrière Vincent Gérard et Rémi Desbonnet rejoint le groupe mais ne sera jamais aligné sur une feuille de match.
Face à la Hongrie, Timothey N'Guessan contracte une nouvelle lésion, toujours sur la même cuisse droite. Dans le même match face à la Hongrie, Luka Karabatic présente, lui, une lésion aux abdominaux : les deux joueurs ne participent ainsi pas aux deux derniers matchs. 
Parmi les absents, on peut noter que Nikola Karabatic rate sa première compétition internationale avec la France depuis 2003 à cause d'une rupture du ligament croisé antérieur du genou droit contractée le 17 octobre 2020. Quant à Elohim Prandi, il est contraint de déclarer forfait juste avant la compétition à cause d'une blessure trop forte à son épaule droite. Enfin, Cédric Sorhaindo s'est mis en retrait et a cédé son capitanat à Michaël Guigou en novembre 2020.

## Résultats

### Tour préliminaire
La France joue dans le groupe E dans la Ville du 6 octobre :
|   | Équipe   | Pts | J | G | N | P | Bp | Bc  | Diff |
| - | -------- | --- | - | - | - | - | -- | --- | ---- |
| 1 | France   | 6   | 3 | 3 | 0 | 0 | 88 | 76  | 12   |
| 2 | Norvège  | 4   | 3 | 2 | 0 | 1 | 93 | 82  | 11   |
| 3 | Suisse   | 2   | 3 | 1 | 0 | 2 | 77 | 81  | -4   |
| 4 | Autriche | 0   | 3 | 0 | 0 | 3 | 82 | 101 | -19  |

| 14 janvier 2021 21h30 | Norvège           | 24 – 28   | France        | Handball Hall, Ville du 6 octobre Arbitrage : Andreu Marin Lorente, Ignacio Garcia Serradilla |
| 14 janvier 2021 21h30 | Sander Sagosen 10 | (13 – 13) | Kentin Mahé 9 | Handball Hall, Ville du 6 octobre Arbitrage : Andreu Marin Lorente, Ignacio Garcia Serradilla |
| 14 janvier 2021 21h30 | ×5                | Rapport   | ×2 ×5         | Handball Hall, Ville du 6 octobre Arbitrage : Andreu Marin Lorente, Ignacio Garcia Serradilla |

| 16 janvier 2021 19h00 | Autriche        | 28 – 35   | France             | Handball Hall, Ville du 6 octobre Arbitrage : Julian Grillo, Sebastian Lenci |
| 16 janvier 2021 19h00 | Tobias Wagner 7 | (13 – 17) | Fabregas, Guigou 4 | Handball Hall, Ville du 6 octobre Arbitrage : Julian Grillo, Sebastian Lenci |
| 16 janvier 2021 19h00 | ×3              | Rapport   | ×1 ×4              | Handball Hall, Ville du 6 octobre Arbitrage : Julian Grillo, Sebastian Lenci |

| 18 janvier 2021 19h00 | France        | 25 – 24   | Suisse         | Handball Hall, Ville du 6 octobre Arbitrage : Lopez Grillo Julian et Lenci Sebastian |
| 18 janvier 2021 19h00 | Kentin Mahé 7 | (14 - 14) | Andy Schmid 10 | Handball Hall, Ville du 6 octobre Arbitrage : Lopez Grillo Julian et Lenci Sebastian |
| 18 janvier 2021 19h00 | ×1 ×3         | Rapport   | ×1 ×5          | Handball Hall, Ville du 6 octobre Arbitrage : Lopez Grillo Julian et Lenci Sebastian |

### Tour principal
La France évolue dans le Groupe III :
|   | Équipe   | Pts | J | G | N | P | Bp  | Bc  | Diff |
| - | -------- | --- | - | - | - | - | --- | --- | ---- |
| 1 | France   | 10  | 5 | 5 | 0 | 0 | 142 | 123 | 19   |
| 2 | Norvège  | 8   | 5 | 4 | 0 | 1 | 155 | 137 | 18   |
| 3 | Portugal | 6   | 5 | 3 | 0 | 2 | 135 | 132 | 3    |
| 4 | Suisse   | 4   | 5 | 2 | 0 | 3 | 125 | 131 | -6   |
| 5 | Islande  | 2   | 5 | 1 | 0 | 4 | 139 | 132 | 7    |
| 6 | Algérie  | 0   | 5 | 0 | 0 | 5 | 116 | 157 | -41  |

| 20 janvier 2021 19h00 | France          | 29 – 26   | Algérie            | Handball Hall, Ville du 6 octobre Arbitrage : Julian Grillo et Sebastian Lenci |
| 20 janvier 2021 19h00 | Trois joueurs 4 | (16 – 14) | Messaoud Berkous 7 | Handball Hall, Ville du 6 octobre Arbitrage : Julian Grillo et Sebastian Lenci |
| 20 janvier 2021 19h00 | ×3              | Rapport   | ×1 ×5              | Handball Hall, Ville du 6 octobre Arbitrage : Julian Grillo et Sebastian Lenci |

| France                       |    |                         |       |            |
|                              |    |                         |       |            |
| ARD                          | 5  | Nedim Remili            | 3/4   | Suspension |
| ARG                          | 7  | Romain Lagarde          | 0/3   |            |
| DC                           | 9  | Melvyn Richardson       | 2/4   |            |
| ARD                          | 10 | Dika Mem                | 4/5   |            |
| P                            | 11 | Nicolas Tournat         | 3/3   |            |
| GB                           | 12 | Vincent Gérard          | 11/36 |            |
| DC                           | 14 | Kentin Mahé             | 4/5   |            |
| GB                           | 16 | Yann Genty              | 1/2   |            |
| ALD                          | 19 | Luc Abalo               | 1/2   |            |
| ALG                          | 21 | Michaël Guigou          | 1/5   |            |
| P                            | 22 | Luka Karabatic          | 1/1   |            |
| P                            | 23 | Ludovic Fabregas        | 4/4   |            |
| ALG                          | 25 | Hugo Descat             | 0/1   | Suspension |
| DÉF                          | 27 | Adrien Dipanda          | 1/1   |            |
| ARD                          | 28 | Valentin Porte          | 3/3   |            |
| ARG                          | 37 | Jean-Jacques Acquevillo | 2/2   | Suspension |
| Entraîneur : Guillaume Gille |    |                         |       |            |

| France | Statistiques   | Algérie |
| ------ | -------------- | ------- |
| 29/43  | Buts marqués   | 26/49   |
| 67 %   | % réussite     | 53 %    |
| 1/3    | Jets de 7m     | 3/3     |
| 6 min  | Suspensions    | 10 min  |
| 0      | Cartons jaunes | 1       |
| 0      | Cartons rouges | 0       |
| 12/38  | Arrêts         | 9/38    |
| 32 %   | % d'arrêts     | 24 %    |

| Algérie                   |    |                     |      |            |
|                           |    |                     |      |            |
| ARG                       | 2  | Zoheïr Naïm         | 1/3  |            |
| ARG                       | 6  | Messaoud Berkous    | 7/15 |            |
| DC                        | 7  | Hichem Daoud        | 3/3  | Suspension |
| ALG                       | 13 | Riad Chehbour       | /    |            |
| ALD                       | 15 | Redouane Saker      | 1/1  |            |
| GB                        | 16 | Yahia Zemouchi      | 3/15 |            |
| P                         | 18 | Hichem Kaabeche     | 1/2  | Suspension |
| P                         | 19 | Okba Ensaad         | 0/1  |            |
| ALG                       | 21 | Oussama Boudjenah   | 1/1  |            |
| GB                        | 22 | Khalifa Ghedbane    | 6/23 |            |
| ARD                       | 23 | Abderrahim Berriah  | 0/1  |            |
| P                         | 25 | Sofiane Bendjilali  | 1/1  | Suspension |
| DC                        | 36 | Abdelkader Rahim    | 1/1  | Suspension |
| DC                        | 44 | Mustapha Hadj Sadok | 1/3  | Suspension |
| ALG                       | 77 | Réda Arib           | 3/4  |            |
| ARD                       | 87 | Ayoub Abdi          | 6/13 | Averti     |
| Entraîneur : Alain Portes |    |                     |      |            |

| 22 janvier 2021 19h00 | Islande              | 26 – 28   | France     | Handball Hall, Ville du 6 octobre Arbitrage : Óscar Raluy López et Ángel Luis Sabroso Ramírez |
| 22 janvier 2021 19h00 | Bjarki Már Elísson 8 | (14 – 16) | Dika Mem 7 | Handball Hall, Ville du 6 octobre Arbitrage : Óscar Raluy López et Ángel Luis Sabroso Ramírez |
| 22 janvier 2021 19h00 | ×2 ×5 ×1             | Rapport   | ×5         | Handball Hall, Ville du 6 octobre Arbitrage : Óscar Raluy López et Ángel Luis Sabroso Ramírez |

| 24 janvier 2021 21h30 | Portugal         | 23 – 32   | France        | Handball Hall, Ville du 6 octobre Arbitrage : Gubica, Milošević |
| 24 janvier 2021 21h30 | Miguel Martins 6 | (12 - 16) | Hugo Descat 8 | Handball Hall, Ville du 6 octobre Arbitrage : Gubica, Milošević |
| 24 janvier 2021 21h30 | ×2 ×4            | Rapport   | ×2            | Handball Hall, Ville du 6 octobre Arbitrage : Gubica, Milošević |

### Quart de finale
| 27 janvier 2021 21h30 UTC+2 | France           | 35 – 32 (ap)       | Hongrie         | Handball Hall, Ville du 6 octobre Arbitrage : Igancio Garcia et Andreu Marín |
| 27 janvier 2021 21h30 UTC+2 | Michaël Guigou 6 | (12 – 14, 30 – 30) | Bence Bánhidi 6 | Handball Hall, Ville du 6 octobre Arbitrage : Igancio Garcia et Andreu Marín |
| 27 janvier 2021 21h30 UTC+2 | Prol. : 5 – 2    |                    |                 | Handball Hall, Ville du 6 octobre Arbitrage : Igancio Garcia et Andreu Marín |
| 27 janvier 2021 21h30 UTC+2 | ×2 ×4            | Rapport            | ×2 ×3           | Handball Hall, Ville du 6 octobre Arbitrage : Igancio Garcia et Andreu Marín |

- Évolution du score : 1-7 (10e), 8-9 (22e), 9-12 (25e), 12-14 (mi-temps) 17-19 (38e), 21-19 (42e), 22-22 (45e), 25-25 (50e), 30-27 (56e), 30-30 (fin du temps réglementaire), 30-31 (62e), 33-31 (68e), 35-32 (fin du match)

### Demi-finale
| 29 janvier 2021 18h30 UTC+2 | France        | 26 – 32   | Suède           | Cairo Stadium Sports Hall (en), Le Caire Arbitrage : Robert Schullze et Tobias Tönnies |
| 29 janvier 2021 18h30 UTC+2 | Hugo Descat 5 | (13 – 16) | Hampus Wanne 11 | Cairo Stadium Sports Hall (en), Le Caire Arbitrage : Robert Schullze et Tobias Tönnies |
| 29 janvier 2021 18h30 UTC+2 | ×4 ×1         | Rapport   | ×2 ×4           | Cairo Stadium Sports Hall (en), Le Caire Arbitrage : Robert Schullze et Tobias Tönnies |

- Évolution du score : 2-3 (5e), 7-6 (14e), 7-10 (19e), 11-15 (25e), 13-16 (mi-temps) ; 16-17 (34e), 16-20 (38e), 20-23 (45e), 21-26 (50e), 24-28 (55e), 26-32 (fin du match).

### Match pour la troisième place
| 31 janvier 2021 15h30 UTC+2 | Espagne           | 35 – 29   | France        | Cairo Stadium Sports Hall (en), Le Caire Arbitrage : Matija Gubica et Boris Milosevic |
| 31 janvier 2021 15h30 UTC+2 | Alex Dujshebaev 8 | (16 – 13) | Hugo Descat 7 | Cairo Stadium Sports Hall (en), Le Caire Arbitrage : Matija Gubica et Boris Milosevic |
| 31 janvier 2021 15h30 UTC+2 | ×1                | Rapport   | ×2 ×1         | Cairo Stadium Sports Hall (en), Le Caire Arbitrage : Matija Gubica et Boris Milosevic |

- Évolution du score : 4-0 (5e), 8-4 (10e), 11-6 (15e), 13-8 (20e), 14-12 (25e), 16-13 (mi-temps); 16-15 (34e), 20-16 (36e), 26-20 (44e), 26-23 (45e), 32-25 (53e), 33-29 (57e), 35-29 (fin du match).

## Statistiques et récompenses

### Récompenses
Ludovic Fabregas figure dans l'équipe-type de la compétition, en tant que meilleur pivot.

### Buteurs
Avec 38 buts marqués, Hugo Descat est le 11e meilleur buteur de la compétition. 
Les statistiques détaillées des joueurs français sont :
| Rang  | Joueur                  | Tot. | Tirs | %      | Ch. | 7m | MJ | Carton jaune | Suspension | Carton rouge | rapport | Temps de jeu    |
| ----- | ----------------------- | ---- | ---- | ------ | --- | -- | -- | ------------ | ---------- | ------------ | ------- | --------------- |
| 1     | Hugo Descat             | 38   | 48   | 79 %   | 30  | 8  | 9  | 0            | 2          | 0            | 0       | 4 h 45 min 9 s  |
| 2     | Kentin Mahé             | 33   | 50   | 66 %   | 22  | 11 | 9  | 0            | 2          | 0            | 0       | 2 h 25 min 6 s  |
| 3     | Dika Mem                | 32   | 55   | 58 %   | 32  | -  | 9  | 1            | 6          | 0            | 0       | 5 h 54 min 45 s |
| 4     | Ludovic Fabregas        | 26   | 33   | 79 %   | 26  | -  | 9  | 2            | 4          | 0            | 0       | 6 h 32 min 15 s |
| 5     | Nedim Remili            | 21   | 46   | 46 %   | 21  | -  | 9  | 1            | 1          | 0            | 0       | 5 h 11 min 1 s  |
| 6     | Michaël Guigou          | 18   | 31   | 58 %   | 13  | 5  | 9  | 0            | 0          | 0            | 0       | 4 h 15 min 52 s |
| 7     | Valentin Porte          | 17   | 21   | 81 %   | 17  | -  | 9  | 0            | 2          | 0            | 0       | 4 h 15 min 43 s |
| 8     | Nicolas Tournat         | 16   | 17   | 94 %   | 16  | -  | 9  | 1            | 0          | 0            | 0       | 1 h 31 min 18 s |
| 9     | Luc Abalo               | 14   | 22   | 64 %   | 14  | -  | 9  | 0            | 1          | 0            | 0       | 4 h 46 min 49 s |
| 10    | Timothey N'Guessan      | 11   | 21   | 52 %   | 11  | -  | 3  | 0            | 0          | 0            | 0       | 1 h 48 min 1 s  |
| 11    | Romain Lagarde          | 10   | 25   | 40 %   | 10  | -  | 9  | 0            | 2          | 0            | 0       | 4 h 8 min 19 s  |
| 12    | Jean-Jacques Acquevillo | 9    | 14   | 64 %   | 9   | -  | 6  | 0            | 4          | 0            | 0       | 2 h 55 min 53 s |
| 13    | Melvyn Richardson       | 9    | 22   | 41%    | 9   | -  | 9  | 0            | 0          | 0            | 0       | 1 h 5 min 2 s   |
| 14    | Luka Karabatic          | 8    | 10   | 80,0 % | 8   | -  | 9  | 1            | 6          | 0            | 0       | 4 h 12 min 26 s |
| 15    | Nicolas Claire          | 2    | 2    | 100 %  | 2   | -  | 2  | 0            | 0          | 0            | 0       | 0 h 15 min 8 s  |
| 16    | Vincent Gérard          | 2    | 4    | 50 %   | 2   | -  | 9  | 0            | 0          | 0            | 0       | 6 h 11 min 36 s |
| 17    | Adrien Dipanda          | 1    | 3    | 33 %   | 1   | -  | 9  | 1            | 3          | 1            | 0       | 1 h 29 min 2 s  |
| Total | Total                   | 267  | 424  | 63 %   | 243 | 24 | 9  | 10*          | 31         | 1            | 0       | 9 h 0 min 0 s   |

* dont trois pour le banc de touche.

### Gardiens de but
Avec 30 % d'arrêts, Vincent Gérard est le 22e meilleur gardien de la compétition. Avec seulement trois matchs joués, Wesley Pardin n'est pas inclus dans le classement officiel mais ses 38 % le classerait au deuxième rang. 
Les statistiques détaillées des joueurs français sont :
| Rang  | Nom            | %    | Arrêts | Tirs | MJ | Temps de jeu    |
| ----- | -------------- | ---- | ------ | ---- | -- | --------------- |
| 1     | Wesley Pardin  | 38 % | 20     | 52   | 3  | 1 h 11 min 39 s |
| 2     | Vincent Gérard | 30 % | 76     | 252  | 9  | 6 h 11 min 36 s |
| 3     | Yann Genty     | 24 % | 12     | 50   | 6  | 1 h 14 min 56 s |
| Total | Total          | 30 % | 108    | 358  | 9  | 8 h 38 min 1 s  |